# Fülöp-szigeteki bülbül
A Fülöp-szigeteki bülbül (Hypsipetes philippinus) a verébalakúak (Passeriformes) rendjébe, ezen belül a bülbülfélék (Pycnonotidae) családjába tartozó faj.

## Rendszerezése
A fajt Johann Reinhold Forster német ornitológus írta le 1795-ben, Turdus nembe Turdus philippinus néven. Sorolták az Ixos nembe Ixos philippinus néven is.

## Alfajai
- Hypsipetes philippinus philippinus (J. R. Forster, 1795) – észak-Fülöp-szigetek;
- Hypsipetes philippinus parkesi (duPont, 1980) – Burias;
- Hypsipetes philippinus guimarasensis (Steere, 1890) – középnyugat-Fülöp-szigetek;
- Hypsipetes philippinus saturatior (Hartert, 1916) – középkelet- és dél-Fülöp-szigetek.

## Előfordulása
A Fülöp-szigetek területén honos. Természetes élőhelyei a szubtrópusi vagy trópusi síkvidéki és hegyi esőerdők, valamint ültetvények, szántóföldek és másodlagos erdők. Állandó, nem vonuló faj.

## Megjelenése
Testhossza 22 centiméter, testtömege 22-45 gramm.

## Életmódja
Gyümölcsökkel és rovarokkal táplálkozik.

## Természetvédelmi helyzete
Az elterjedési területe nagyon nagy, egyedszáma pedig stabil. A Természetvédelmi Világszövetség Vörös listáján nem fenyegetett fajként szerepel.